# Lycenchelys remissaria
Lycenchelys remissaria és una espècie de peix de la família dels zoàrcids i de l'ordre dels perciformes.

## Morfologia
- Els mascles poden assolir 21 cm de longitud total.
- Nombre de vèrtebres: 128.[4]

## Hàbitat
És un peix marí i d'aigües profundes que viu fins als 1020 m de fondària.

## Distribució geogràfica
Es troba al Japó.

## Observacions
És inofensiu per als humans.